# ゴーンディー語

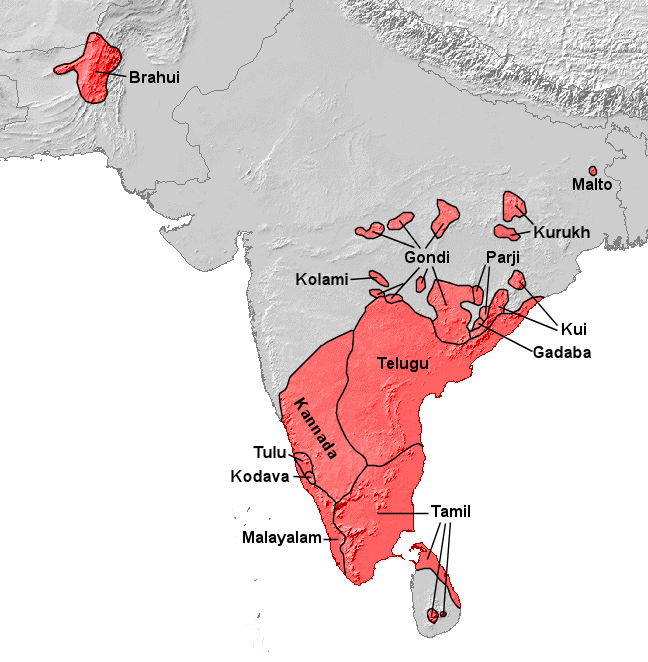
Gondi（ゴーンディー語）話者の南アジアでの分布

ゴーンディー語（ゴーンディーご、英: Gondi language）は、ゴンド族によって話される言語である。ゴンド語、ゴーンディーとも呼ばれる。ゴーンディーはゴンドの変化形である。中央ドラヴィダ語族において重要な言語の一つである。話者数は約200万人で、話者はマディヤ・プラデーシュ州、グジャラート州、アーンドラ・プラデーシュ州、マハーラーシュトラ州、チャッティースガル州およびそれらの州が隣接する地域に居住している。しかしながら、ゴーンディー語はゴンド族の半分程度が話しているに過ぎない。

## 方言

### 南部ゴーンディー語
- Rajura (ggo-raj)
- Utnoor (ggo-utn)
- Nirmal; Adilabad (ggo-nir)
- Etapally Gondi (ggo-eta)
- Aheri (ggo-ahe)
- Bhamragarh (ggo-bha)
- Sironcha (ggo-sir)

### 北部ゴーンディー語
- Betul (gno-bet)
- Seoni (gno-seo)
- Mandla (gno-man)
- Chhindwara (gno-chh)
- Nagpur (gno-nag)
- Yavatmal (gno-yav)
- Amravati (gno-amr)
- Bhandara (gno-bha)